# 안도 도시오
안도 도시오(일본어: 安藤 敏雄, 1941년 10월 4일 ~ )는 일본의 전 프로 야구 선수이다. 오사카부 오사카시 출신이며 현역 시절 포지션은 투수였다.

## 인물
아시야 고등학교 시절에는 후지 고로의 1년 후배였고 2학년 가을부터 에이스가 되면서 본격파 우완 투수로서 세간의 주목을 받았다. 팀 동기인 히로세 고지와 배터리를 구성하여 활약했다. 1958년 추계 긴키 대회에서 준결승에 진출하여 헤이안 고등학교(교토부)의 후지노 다카시와 맞붙어 투수전을 펼쳤지만 팀은 패했다. 그러나 다음해인 1959년 춘계 선발 대회(제31회 선발 고등학교 야구 대회)의 출전을 결정지었다. 이 대회의 1차전에서 미우라 가즈미가 소속된 고료 고등학교(히로시마현)를 완봉승으로 눌렀지만 2차전에서는 나니와 상업고등학교에게 졌다. 같은 해 하계 효고현 대회 예선 준준결승에서 다키가와 고등학교에게 패하여 고시엔 대회 진출에는 실패했다. 고교 동기로는 1루수로 활약한 니시오카 히로시 등이 있다.
1960년 니시테쓰 라이온스에 입단했지만 어깨 부상으로 인해 언더핸드 투수로의 전향을 피할 수 없게 됐다. 1962년 1군에서의 첫 등판을 이뤘고 1964년 6월부터 선발진의 일원으로 기용됐다. 같은 해 8월 27일에는 한큐 브레이브스를 상대로 선발 등판해 가지모토 다카오와 투수전을 펼쳐 8이닝을 4실점으로 막아냈고 9회에 팀이 역전하여 데뷔 첫 승리 투수가 됐다. 하지만 이듬해 1965년에는 등판 기회를 갖지 못했고 그 해를 마지막으로 현역에서 은퇴했다.

## 상세 정보

### 출신 학교
- 효고 현립 아시야 고등학교

### 선수 경력
- 니시테쓰 라이온스(1960년 ~ 1965년)

### 등번호
- 16(1960년 ~ 1965년)

### 연도별 투수 성적
| 연 도      | 소 속      | 등 판 | 선 발 | 완 투 | 완 봉 | 무 4 구 | 승 리 | 패 전 | 세 이 브 | 홀 드 | 승 률 | 타 자 | 이 닝 | 피 안 타 | 피 홈 런 | 볼 넷 | 고 4 | 몸 맞 | 탈 삼 진 | 폭 투 | 보 크 | 실 점 | 자 책 점 | 평 자 책 | W H I P |
| ---------- | ---------- | ----- | ----- | ----- | ----- | ------- | ----- | ----- | -------- | ----- | ----- | ----- | ----- | -------- | -------- | ----- | ---- | ----- | -------- | ----- | ----- | ----- | -------- | -------- | ------- |
| 1962년     | 니시테쓰   | 2     | 0     | 0     | 0     | 0       | 0     | 0     | --       | --    | .000  | 10    | 2.0   | 2        | 1        | 1     | 0    | 1     | 1        | 0     | 0     | 1     | 1        | 4.50     | 1.50    |
| 1964년     | 니시테쓰   | 39    | 6     | 0     | 0     | 0       | 1     | 8     | --       | --    | .111  | 386   | 91.0  | 91       | 17       | 30    | 1    | 3     | 36       | 2     | 1     | 46    | 40       | 3.96     | 1.32    |
| 통산 : 2년 | 통산 : 2년 | 41    | 6     | 0     | 0     | 0       | 1     | 8     | --       | --    | .111  | 396   | 93.0  | 93       | 18       | 31    | 1    | 4     | 37       | 2     | 1     | 47    | 41       | 3.97     | 1.33    |